# Alfred Martínez
Alfred Martínez Hungría (mort a Barcelona 1937) fou un dirigent anarquista, qui el 1932 fundà el grup de Joventuts Llibertàries Cultura Rebelde, a Barcelona, i fou un dels organitzadors de les Joventuts Llibertàries de Catalunya, alhora que membre del comitè regional i algunes vegades secretari.
Durant la guerra civil espanyola s'oposà a l'entesa amb les JSUC, però, en canvi, afavorí la formació del Front Revolucionari de les Joventuts amb la Joventut Comunista Ibèrica el febrer del 1937. Fou assassinat durant els fets de Maig del 1937. El seu cadàver no fou identificat i hom diu que fou un dels que es van trobar al Cementiri de Cerdanyola del Vallès. També era membre de la FAI, militant de l'anomenat grup A, juntament amb Toryho, Mestre i d'altres.